# Igor Emili
 Igor Emili  (Sušak, 9. kolovoza 1927. – Rijeka, 25. listopada 1987.) bio je hrvatski arhitekt.

## Životopis

### Djetinjstvo i školovanje
Igor Emili rodio se 9. kolovoza 1927. godine na Sušaku. Otac Hinko bio je poznati riječki liječnik. Najranije djetinjstvo proveo je na Sušaku gdje je završio pučku školu i realnu gimnaziju. 1941. godine kao gimnazijalac suradnik je Narodnooslobodilačkog pokreta. Godine 1942. uhićen je i zatočen osam mjesecu u zatvoru. Tijekom 1943. godine odlazi u partizane gdje boravi do kraja rata. 
Godine 1945. nastavlja sa školovanjem u Rijeci. Nakon što je 1947. godine maturirao, upisao je arhitekturu na tadašnjem Tehničkom fakultetu u Zagrebu. Godine 1949. vjenčao se s povjesničarkom umjetnosti Zdravkom Vranić (1931. – 1985.). Kao student 1951. godine na fakultetu je osnovao Likovni klub.
Godine 1954. diplomirao je kod arhitekta Mladena Kauzlarića. Diplomski rad- Projekt, organizacija i uređenje ljetnog campinga na terenu uz more, kod Malinske na otoku Krku bit će prepoznat i dobro ocijenjen među stručnjacima. O njemu će 1955. godine u časopisu Čovjek i prostor pisati arhitekt Andrija Mutnjaković. Pišući o Emilijevom radu Mutnjaković je anticipirao njegov kritički arhitektonski regionalizam koji će u punoj snazi kreativne kvalitete doći do izražaja tijekom šezdesetih i sedamdesetih godina 20. stoljeća. „Izrasli ovako iz domaćeg materijala, domaćeg građenja i domaćeg stanovništva“, pisat će Mutnjaković, „ovi objekti imaju u svojoj biti pečat autohtone arhitekture, ali ne u sterilnoj folklorizaciji, već u neidhardtovskoj ( arhitekt Juraj Neidhardt, 1901. – 1979.) kreativnoj snazi stvaranja suvremenog na upotrebljivim postavkama starog“ (Andrija Mutnjaković, Diplomski rad Emili Igora, ČIP, 29 – 30, Zagreb, 1955.). 

### Djelovanje
Odmah po diplomi, 1955. godine zaposlio se u Rijeci u Urbanističkom institutu za Istru i Hrvatsko primorje na čijem je čelu tada bio arhitekt Zdenko Kolacio, koga će godinu dana poslije zamijeniti arhitekt Zdenko Sila.
Prvi zadatak koji mu je bio povjeren je izrada plana obnove i revitalizacije riječkog starog grada koji je bio teško stradao u ratnim razaranjima. Po završetku plana, 1958. godine Emili počinje raditi na obnovi Trsatske gradine. 1961. bit će mu dodijeljena Nagrada grada Rijeke za projekt i izvedbu Trsatske gradine, no nažalost njena obnova neće biti nikada dovršena.
Za Urbanistički institut Emili je izradio i urbanističke planove za dijelove grada: Krka, Baške, Malinske, Omišlja, Senja, Izole, Umaga i Biograda na Moru.
Za Rijeku u tom je razdoblju izradio planove za izgradnju gradskih područja: Lupisovo, Gornja Vežica, predjela između Kumičićeve i Šetališta I. G. Kovačića, naselja Pod nasip, u ulici M. Kontuša, naselja Vojak, Bošket, te detaljni urbanistički plan naselja Šodići- Kostrena.
Uz poslove na urbanističkom Emili je 1960. godine započeo rad na oblikovanju spomen- područja pobijenim stanovnicima sela Podhum na Grobničkom polju koje su 1942. godine pobili talijanski okupatori. 
1962. godine Igor Emili naglo prekida rad u Urbanističkom institutu, a godinu dana poslije zapošljava se u riječkom Građevno- projektnom zavodu. Tada je jedno kratko vrijeme boravio i u Puli, no vrlo se brzo vratio u Rijeku započevši u zavodu projektantsku djelatnost.
Među prvima, 1963. godine,  bili su projekti rekonstrukcija zgrada Konzervatorskog zavoda i Turističkog društva Rijeka u Starom gradu u Užarskoj ulici. Odmah potom radi i jedan od svojih prvih interijera- Riblji restoran u Crikvenici.
1964. godine započinje gradnja njegovog prvog višestambenog objekta na šetalištu XIII. divizije, a potom su uslijedili i projekti za zgradu Kraša i uređenje četiri mala lokala Slavice na Korzu. Te godine započinje s radom na projektu svojih stambenih blokova Učka na Šetalištu XIII divizije, koji će biti dovršeno 1972. godine.
Godinu dana poslije Emili započinje s radom na dva velika projekta- projekt uređenje zgrade gradske uprave na obali, koji će biti djelomično realiziran i projekta stambenih tornjeva na Podmurvicama. Stambeni će tornjevi biti građeni od 1968.  do 1970. godine.
Razdoblje između 1966. i 1968. Emili je posvetio izradi projekata i realizaciji svoga najvažnijeg ostvarenja- turističkog hotelskog kompleksa Uvala Scott u Grabovi pokraj Kraljevice. Za to će mu ostvarenje biti 1968. godine biti dodijeljeno nekoliko nagrada: Rapublička nagrada lista Borba, Nagrada grada Rijeke i Nagrada Matice hrvatske, a godinu poslije i nagrada projektnog Građevno- projektnog zavoda.
U to vrijeme radi na nekoliko projekata- planovi za uređenje riječkog Starog grada i Trsatske gradine.
Početak sedamdesetih godina osobito je plodan u Emilijevu stvaralaštvu. Realiziraju su nešto ranije započeti projekti zgrade: GPZ- a (1970.), Jadroagenta (1970.), Brodomaterijala (1972.).
Među najzanimljivijim Emilijevim ostvarenjima iz tog razdoblja su hotel Villa Lostura i Ribarska koliba Valentin u Klenovici (1970.).
1972. Igor Emili osniva Atelje za arhitekturu i urbanizam a- 051. Prostor ateljea smješta u jedan adaptirani tavan u Jedrarskoj ulici.
Do 1976. godine radi na realizaciji projekata: fontane Spomenik radu (1974.), kavane Učka na Korzu (1974.), slastičarnice i kavane Dva lava ( 1974.) i robne kuće Varteks (1976.). 
1976. godine Igor Emili odlazi u mirovinu. Od tada će djelovati kao samostalni autor. Godinu dana poslije dodijeljena mu je godišnja Nagrada za arhitekturu „Vladimir Nazor“ za robnu kuću Varteks. Do 1979. godine dovršava gradnju zgrade Riadria banke (nekad Jugobanka) i zgrade Privredne banke Zagreb.
Iste godine dodijeljeno mu je dovršenje Muzejskog prostora u bivšem jezuitskom samostanu na zagrebačkom Gornjem gradu.
1980. godine postaje član suradnik Jugoslavenske akademije znanosti i umjetnosti. 1982. dovršena je obnova zagrebačkog Muzejskog prostora a do 1985. godine izgrađena je i nova zgrada do njega. Emilij nije bio zadovoljan njenom izvedbom no nije uspio ispraviti pogreške zbog teške bolesti. Preminuo je 25. listopada 1987. godine. 
1988. posmrtno mu je dodijeljena Nagrada grada Rijeke za životno djelo.
Arhitekt Igor Emili jedan je od istinskih velikana hrvatske arhitekture druge polovice 20. stoljeća. No uz arhitekturu uspješno se bavio slikanjem akvarela i fotografijom. 1993. godine njegovi su radovi uvršteni u izložbu i katalog Hrvatska fotografija od tisućudevetstopedesete do danas.

## Ostvarenja i projekti

### Ostvarenja
- Obnova trsatskog kaštela, Trsat, 1958. – 1960.

- Spomen područje ubijenim stanovnicima sela Podhum, 1942. godine, 1960. – 1970.

- Nadgrobni spomenik dr. Zdravku Kučiću, Trsatsko groblje, Trsat, 1961.

- Rekonstrukcija unutrašnjosti ribljeg restorana u Crikvenici, 1963. – 1964.

- Rekonstrukcija zgrade Konzervatorskog zavoda, Užarska ulica 12, Rijeka, 1963. – 1964

- Rekonstrukcija zgrade Turističke zajednice, Užarska ulica 14, Rijeka, 1963. – 1964.

- Rekonstrukcija interijera hotela Jadran, Rijeka, 1964.

- Kuća za odmor, Selce, 1964.

- Stambena zgrada, Šetalište XIII. divizije, Sušak, Rijeka, 1964. – 1965. (ostali stambeni blokovi šetališta dovršeni su do 1972. godine)

- Zgrada Kraša, Korzo, Rijeka, 1964. – 1968.

- Uređenje četiri mala lokala Slavice na riječkom Korzu, 1964. – 1973.

(Kafe- bar, Delicatesse buffet, Darvil i Šestica- Pomidor)
- Stambeni tornjevi, Podmurvice, Rijeka, 1965. – 1968. (prvi toranj, ostali se grade do 1970.)

- Uređenje slastičarnice hotela Kontinental, Rijeka, 1966.

- Hotelski kompleks Uvala Scott kod Kraljevice, 1966. – 1969.

- Adaptacija Moderne galerije u Rijeci, trg Riccarda Zannele 1, Rijeka, 1968.

- Zgrada Građevno projektnog zavoda (GPZ), Šporerova 8, Rijeka, 1968. – 1970.

- Zgrada Jadroagenta, Trg I. Koblera 2, Rijeka, 1968. – 1970.

- Obiteljska kuća iznad Opatije, 1969.

- Rješenje za stari stup za riječku zastavu, Rijeka, 1969.

- Zgrada Brodomaterijala, Trg Sv. Tri kralja, Rijeka, 1969. – 1972.

- Hotel Villa Lostura, Klenovica, 1969. – 1970.

- Ribarska koliba Valentin, Klenovica, 1969. – 1970.

- Obiteljska kuća u Miholašćici na otoku Cresu, 1971.

- Fontana- spomenik radu, Trg I. Koblera, Rijeka, 1971. – 1974.

- Robna kuća Varteks, Trg I. Koblera, Rijeka, 1971. – 1976.

- Adaptacija tavanskog prostora za Atelje za arhitekturu i urbanizam A- 051, Jedrarska ulica, Rijeka, 1972.

- Obiteljska kuća iznad Kantride, Rijeka, 1972. – 1978.

- Kavana Učka na Korzu, Rijeka, 1974.

- Slastičarnica i Kavana Dva lava, Trg Sv. Tri kralja, Rijeka, 1974.

- Nadgrobni spomenik obitelji Vukasović, Trsatsko groblje, Trsat, 1973.

- Riadria banka (nekad Jugobanka), Šporerova 3, Rijeka 1973. – 1976.

- Zgrada Privredne banke, Rijeka, 1976. – 1979.

- Agencija Jadroagent u Palači Jadran, Trg. I. Koblera 2, Rijeka, 1977.

- Dogradnja aneksa Riadria banke (nekad Jugobanka) u Užarskoj ulici, Rijeka, 1978. – 1985.

- Muzejski prostor na Gornjem gradu, Zagreb, 1979. – 1985.

### Projekti
- Projekt hotela Oštro kod Kraljevice, 1965.

- Projekt uređenja interijera ugostiteljskog objekta u dijelu kaštela u Pazinu, 1966.

- Projekt gledališta na Trsatskoj gradini, Trsat, 1967.

- Programska studija uređenja kaštela u Bakru, 1967. – 1968.

- Stambena zgrada na Senjaku, Osijek, 1969.

- Hotel Praha, Oštro kod Kraljevice, 1969.

- Hotel Park na Pećinama, Rijeka, 1969.

- Projekt uređenja kompleksa zgrade Skupštine općina Rijeka, 1969.

- Projekt za devet stotina stanova na Sušaku, 1970. – 1971.

- Programska studija rekonstrukcije i dogradnja Državnog arhiva u Rijeci, 1971.

- Projekt uređenja Jedrarske ulice, Rijeka, 1972.

- Projekt stambenog bloka Učka, Šet. XIII. divizije, Rijeka, 1970. – 1972.

- Projekt rekonstrukcije bloka Smokvica u Rijeci, 1974.

- Upravna zgrada Rafinerije nafte, Urinj, 1976.

## Nagrade i priznanja
- Nagrada grada Rijeke za obnovu Trsatskog kaštela, 1961.

- Republička nagrada lista Borba za hotelski kompleks u Uvali Scotti, 1968.

- Nagrada grada Rijeke za hotelski kompleks u Uvali Scotti, 1968.

- Nagrada Matice hrvatske za hotelski kompleks u Uvali Scotti, 1968.

- Nagrada GPZ- a za hotelski kompleks u Uvali Scotti, 1969.

- Godišnja nagrada „Viktor Kovačić“ za zgradu Građevno projektnog zavoda (GPZ) u Rijeci, 1970.

- Godišnja nagrada „Vladimir Nazor“ za robnu kuću Varteks u Rijeci, 1976.

- Nagrada grada Rijeke za životno djelo, 1988.

## Vanjske poveznice
- Emili, Igor Hrvatska tehnička enciklopedija, portal hrvatske tehničke baštine. LZMK